# Danalia inopinata
Danalia inopinata là một loài chân đều trong họ Cryptoniscidae. Loài này được Harant miêu tả khoa học năm 1925.